# Olivier Dellenbach
 (novembre 2023).
Olivier Dellenbach, né à Strasbourg le 17 février 1961, est un créateur d'entreprises français.

## Biographie
Son père, Pierre Dellenbach, est médecin gynécologue à Strasbourg.
Il entre à Polytechnique en 1981, et sort diplômé en 1983. Pendant ses études, il fabrique un ordinateur de type IBM PC qu'il essaie de vendre notamment à Schneider, sans succès.
Il passe quelques années dans le conseil. En 1987, il crée Nat System, un éditeur de logiciel qui développe un outil d'accompagnement de la mise en œuvre des IBM PC dans des entreprises. Nat System devient sous-traitant de Microsoft. L'entreprise est revendue en 1998 à la société canadienne Cognicase.
En 1999, il crée, avec Alexandre Bilger (un ancien de Polytechnique et de l’École des mines qui avait été son CTO à Nat System) un éditeur de logiciel qui développe un environnement de développement, eFront, qui ne décolle pas. À la suite d'une commande de la Caisse des dépôts et consignations, il crée un outil de suivi des investissements, qui devient un succès grâce au private equity. L'entreprise, eFront Financial Solutions, compte 850 salariés en 2019, lorsqu'elle est revendue à BlackRock pour 1,3 milliard de dollars.
Il crée en 2019 ChapsVision, une entreprise de cybersécurité. L'objectif est de faire de ChapsVision un champion de l'analyse de données,. La société lève 100 millions d'euros en 2022 et 90 millions d'euros en 2023,.
Dans ChapsVision, Dellenbach développe la plateforme d’analyses de données Argonos et fait l'acquisition de diverses entreprises pour enrichir les données. Il acquiert 5 entreprises en 2019-2020 : Coheris (CRM), Sparkow et Octipas (performance commerciale), NP6 (marketing digital), et Bertin IT (cybersécurité),. Il en acquiert ensuite une dizaine d'autres en 2022 et 2023, parmi lesquelles Elektron (interceptions), Deveryware (analyse des traces numériques) et Ockham Solutions,.
ChapsVision est présélectionnée par la direction générale de la Sécurité intérieure (DGSI) pour remplacer Palantir face à un consortium incluant Thales et Atos/Eviden.

## Fortune
Sa fortune professionnelle est estimée à 250 millions d'euros début 2023.

## Vie privée
Avec sa 2e épouse, Béatrice, il a une fille, Clara, qui est muette. Olivier et Béatrice créent en 2019 la fondation HappyCap pour aider d'autres parents à communiquer avec un enfant muet grâce au langage des signes,.
Il lit des bandes dessinées, en particulier les aventures de Michel Vaillant.

## Distinctions

### Décorations
Le 11 juillet 2025, il est nommé au grade de chevalier dans l'ordre national de la Légion d'honneur au titre de « fondateur-directeur général d'un éditeur de logiciels d'analyses de données ; 41 ans de services »,.